# Kota Ogi
Kota Ogi (荻 晃太, Ogi Kota), né le 5 mai 1983 à Mino, est un footballeur japonais évoluant au poste de gardien de but entre 2002 et 2019.
À la suite de sa retraite sportive, Ogi devient entraîneur et rejoint le centre de formation du Vissel Kobe en 2020.

## Biographie
Kota Ogi commence sa carrière professionnelle au Vissel Kobe. En 2007, il est prêté à l'Omiya Ardija, avant d'être de nouveau prêté au FC Tokyo en 2008. Dans ces deux derniers clubs, il officie comme gardien remplaçant, ne jouant aucun match en championnat.
En janvier 2009, il est acheté par le club du Ventforet Kōfu, où il officie cette fois-ci comme gardien titulaire. Il est sacré champion de deuxième division en 2012 avec cette équipe.
Ogi prend sa retraite sportive en décembre 2019, après l'expiration de son contrat avec le Vissel Kobe. L'année suivante, avec Kunie Kitamoto et Tsubasa Oya, il devient entraîneur du centre de formation du Vissel.

## Palmarès
Avec le Ventforet Kōfu, Ogi remporte la J-League 2 en 2012. 